# Том и Джерри и Волшебник из страны Оз
«Том и Джерри и Волшебник из страны Оз» (англ. Tom and Jerry and the Wizard of Oz) — рисованный полнометражный мультфильм студии «Уорнер Бразерс» о приключениях Тома и Джерри. Кроссовер на основе фильма «Волшебника страны Оз».

## Сюжет
Тётя Эм просит Тома и Джерри присмотреть за Дороти. Во время урагана Том и Джерри переносятся в страну Оз на дорогу из жёлтого кирпича. От Таффи они узнают, что Дороти и Тотошка уже отправились по дороге, и отправляются следом. По дороге они втроём спасают Дороти и её новых друзей от камнепада, устроенного Злой Западной Ведьмой. Волшебник соглашается исполнить их желания, если ему принесут метлу Ведьмы. В её замке стража Ведьмы загоняет Дороти, Тотошку, Льва, Страшилу и Дровосека в угол. Ведьма поджигает Страшилу. Том, Джерри и Таффи приносят ведро воды и обливают Страшилу, а заодно и Ведьму. Ведьма тает, но Волшебник отказывается исполнить желания. Джерри обнаруживает человека за занавеской и с помощью Тома раскрывает его. Когда Дороти возвращается домой, то ей никто не верит, кроме Тома и Джерри, которые подтверждают её слова.

## Роли озвучивали
- Грей ДеЛайл — Дороти
- Джо Аласки — Оз / Друпи / Батч
- Майкл Гоф — Страшила
- Роб Полсен — Железный Дровосек
- Тодд Стэшвик — Трусливый Лев
- Френсис Конрой — Тётя Эм / Глинда
- Ларейн Ньюман — Злая Ведьма Запада
- Стивен Рут — Дядя Генри / Вороны
- Кэт Сьюси — Таффи